# Лисеня (печера)
Лисеня — печера, що знаходиться в селі Шманьківці Чортківського району Тернопільської області.

## Загальна характеристика
Кадастровий номер — № 27, зареєстрована в Тернопільському спелеоклубі «Поділля».
Печера відома з давніх часів. Опис та топознімання зроблено 27 квітня 1965 року спелеологами Тернопільського клубу «Поділля» Сергієм Буденним, Валентином Пятапалом, Ігорем Мартинишиним.
За типом — порожнина лабіринтована та ерозійно-корозійна.
Вхід до печери знаходився на північному схилі невеликого яру лівого берега р. Нічлава. Азимут прив'язки є церква с. Шманьківчики — 305° на відстані 2 кілометри.
Загальна довжина ходів становить 34 м, її площа — 46 км² та об'єм 70 м³. Ширина ходів у печері становить від 0,9 до 2,5 м, а висота від 0,5 до 1,8 метра.

## Опис
Печера горизонтальна, закладена в сірих пісковиках сірого відтінку, на стелі і стінах тріщини відсутні. За генезисом формування це порожнина корозійно-суфозійного типу. На дні спостерігалися відклади глини. У перерізі плоска, іноді куполоподібна, мала три глухі кути, які різко понижувалися, але їхній кінець не прослідковується.
Печера волога, але постійних водотоків не мала, у печері є свій постійний мікрокліматичний режим, за винятком привходової частини, який залежав від погодних умов та пори року.
Належить до малих печер, які частіше всього в давнину обживалися людиною. На превиликий жаль, але вхідна частина печери тепер засипалася ґрунтом, який в процесі водоерозії поступово осувався вниз.